# جوردن هيل (لاعب هوكي الجليد)
جوردن هيل هو لاعب هوكي الجليد كندي، ولد في 8 مارس 1989 في سارنيا في كندا.

## وصلات خارجية
- جوردن هيل على موقع دوري الهوكي الوطني (الإنجليزية)
- جوردن هيل على موقع EliteProspects.com (الإنجليزية)
- جوردن هيل على موقع HockeyDB.com (الإنجليزية)